# Juan Rodríguez Lozano
Juan Rodríguez Lozano (Alange, Badajoz, 28 de juliol de 1893 – Puente Castro, Lleó, 18 d'agost de 1936) va ser un militar espanyol afusellat el 1936 per l'exèrcit sublevat contra la república espanyola. Poc abans de morir va redactar el seu testament, que ha influït molt en la carrera política del seu net, José Luís Rodríguez Zapatero.

## Carrera militar

### La guerra del Rif
Militar de carrera, ingressà a l'Academia de Infantería de Toledo l'any 1913. El 1919 és destinat al Marroc a combatre els rifenys a les ordres del general Sanjurjo, general que també tindria una importància cabdal en la sublevació de 1936. Al Marroc aconsegueix la creu al mèrit militar.

### Repressió a Astúries
El 1923 és nomenat capità, i és destinat a Lleida i posteriorment a Lleó on s'integra en el regiment 36 d'infanteria a Burgos on estaria fins a l'any 1934.
El 5 d'octubre de 1934 els miners asturians se subleven contra el govern radical-cedista de la II República, preparada pel PSOE i la UGT. El capità Rodríguez Lozano va ser destinat a reprimir la sublevació a Astúries el 12 d'octubre de 1934 sota les ordres del general Franco que dirigia les operacions des de Madrid.

### El18 de juliolde1936
El capità Rodríguez Lozano no accepta la sublevació de les tropes nacionals durant el cop d'estat del 18 de juliol de 1936 i es manté fidel al govern de la república. Poc després, és capturat i afusellat a Puente Castro (Lleó).

## El testament del Capità Rodríguez Lozano
El testament del capità Rodríguez Lozano, va ser escrit davant de notari mentre esperava ser afusellat a l'Hostal de San Marcos de Lleó, presó improvisada per les tropes franquistes. Segons el seu net, José Luís Rodríguez Zapatero, la lectura del testament del seu avi va ser motiu per afiliar-se al PSOE.
Zapatero ha afirmat que va llegir el testament quan tenia 14 anys, i que recorda les últimes paraules Moro innocent i perdono. Aquestes mateixes paraules figuren en la biografia oficial que el PSOE fa del seu secretari general.